# Dodecaedro metabiaumentado
En geometría, el dodecaedro metabiaumentado es uno de los sólidos de Johnson (J60).
Los 92 sólidos de Johnson fueron nombrados y descritos por Norman Johnson en 1966.